# Пушча Бистра
Пушча Бистра је хрватска комедија редитеља Филипа Шоваговића. Објављена је 2005. године.
Оно што овај филм чини да привуче пажњу свих оних који се не разумеју у ову врсту „ларпурлатизма“ свакако је одлична глума, атмосфера каква још није виђена у нашем филму (која је све значајно задивљена Рундековом музиком) и осећај да сте гледањем филма ушли у неки још необележени простор, не само у нашој кинематографији. Шта год Вејзовић (неодољиво подсећа на Џона Тортура као Бартона Финка), Вулић, Деспот, Бранков и остали хтели да постигну својим представама и ма каквом мотивацијом, испоставило се да се излизана флоскула о лошим хрватским глумцима овде претворила у своју супротност. Бар ће неки рећи – је ли јадан тај хрватски филм, у којем су глумци најсветлија тачка.

## Радња
Након низа несрећних околности, главни лик - ТВ колекционар Перо Петровић, звани Петар, запада у тешку емотивну кризу из које више не може да се извуче. Његов циљ је душевни мир и, ако је могуће, освета. Насумично су изабрани кривци, невини становници Пушће Бистре. Након још једног низа случајно откривених чињеница, Перо долази у посед непобитних доказа о подлим поступцима становника, са којима усклађује своје пословање. Случајно је уцењено цело село.

## Глумци
- Енес Вејзовић - Перо
- Младен Вулић – Фолнеговић
- Ранко Зидарић – Сурла
- Драган Деспот – Тајкун
- Наталија Ђорђевић – Мариола
- Јелена Михољевић – Куне
- Ања Шоваговић-Деспот - Маргаринка (као Ања Шоваговић)
- Предраг 'Пређо' Вушовић - Звонарић
- Жељко Вукмирица – Тимор
- Бранко Меничанин – Замор
- Данко Љуштина - Сеф продаја
- Бојан Навојец - Портир
- Славко Бранков - Туба-Труба
- Ненад Цветко - Папињо здеро